# Населення Бурунді
Населення Бурунді. Чисельність населення країни 2015 року становила 10,742 млн осіб (84-те місце у світі). Оцінка кількості населення цієї держави враховує ефекти зайвої смертності через захворювання на СНІД. Чисельність бурундійців стабільно збільшується, народжуваність 2015 року становила 42,01 ‰ (6-те місце у світі), смертність — 9,27 ‰ (62-ге місце у світі), природний приріст — 3,28 % (3-тє місце у світі) . 

## Природний рух

### Відтворення
Народжуваність в Бурунді, станом на 2015 рік, дорівнює 42,01 ‰ (6-те місце у світі). Коефіцієнт потенційної народжуваності 2015 року становив 6,09 дитини на одну жінку (2-ге місце у світі). Рівень застосування контрацепції 21,9 % (станом на 2011 рік). Середній вік матері при народженні першої дитини становив 21,3 року, медіанний вік для жінок — 25—29 років (оцінка на 2010 рік).
Смертність в Бурунді 2015 року становила 9,27 ‰ (62-ге місце у світі).
Природний приріст населення в країні 2015 року становив 3,28 % (3-тє місце у світі).

### Вікова структура

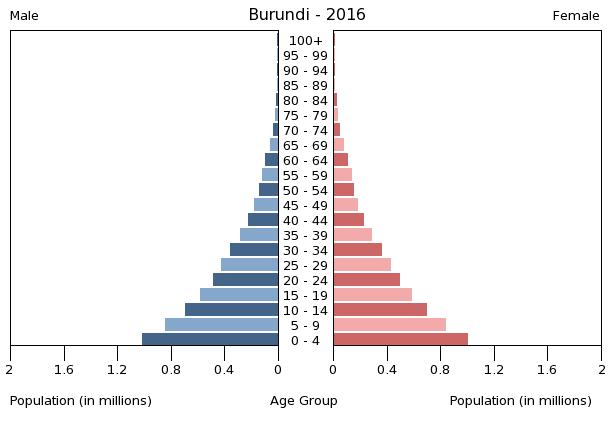
Віково-статева піраміда населення Бурунді, 2016 рік

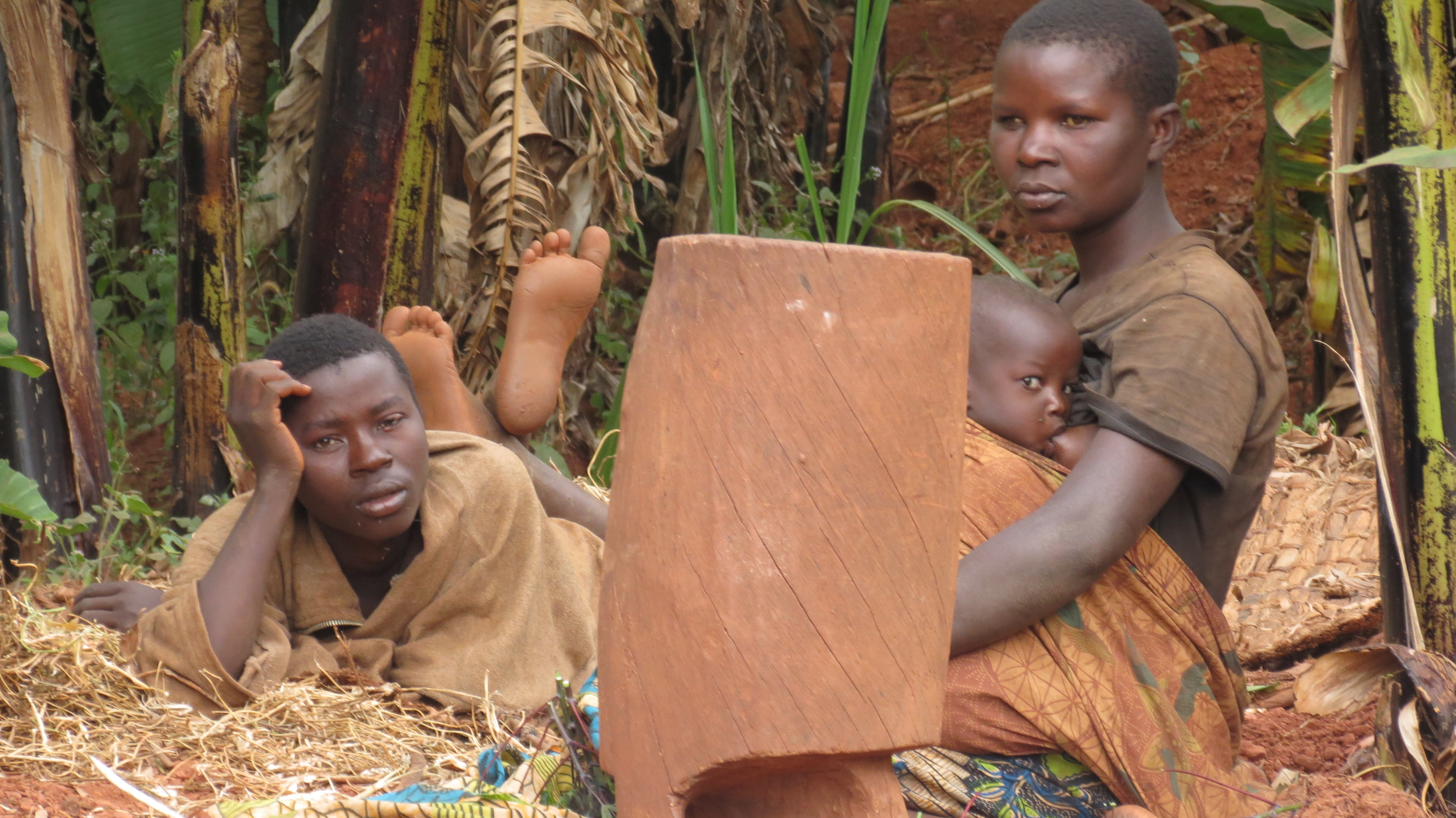
Сім'я

Середній вік населення Бурунді становить 17 років (223-тє місце у світі): для чоловіків — 16,8, для жінок — 17,2 року. Очікувана середня тривалість життя 2015 року становила 60,09 року (197-ме місце у світі), для чоловіків — 58,45 року, для жінок — 61,78 року.
Вікова структура населення Бурунді, станом на 2015 рік, мала такий вигляд:
- діти віком до 14 років — 45,64 % (2 464 695 чоловіків, 2 437 923 жінки);
- молодь віком 15—24 роки — 19,23 % (1 030 773 чоловіки, 1 035 478 жінок);
- дорослі віком 25—54 роки — 28,67 % (1 536 089 чоловіків, 1 543 356 жінок);
- особи передпохилого віку (55—64 роки) — 3,94 % (198 384 чоловіки, 224 563 жінки);
- особи похилого віку (65 років і старіші) — 2,52 % (115 187 чоловіків, 155 828 жінок)[1].

### Шлюбність— розлучуваність
Середній вік, коли чоловіки беруть перший шлюб, дорівнює 23,6 року, жінки — 20,3 року, загалом — 22 роки (дані за 2010 рік).

## Розселення
Густота населення країни 2015 року становила 435,3 особи/км² (30-те місце у світі).

### Урбанізація
Бурунді низькоурбанізована країна. Рівень урбанізованості становить 12,1 % населення країни (станом на 2015 рік), темпи зростання частки міського населення — 5,66 % (оцінка тренду за 2010—2015 роки).
Головні міста держави: Бужумбура (столиця) — 751,0 тис. осіб (дані за 2015 рік).

### Міграції
Річний рівень еміграції 2015 року становив 0 ‰ (103-тє місце у світі). Цей показник не враховує різниці між законними і незаконними мігрантами, між біженцями, трудовими мігрантами та іншими.

#### Біженці й вимушені переселенці
Станом на 2016 рік, у країні постійно перебуває 55,6 тис. біженців з Демократичної Республіки Конго. У той самий час у країні, станом на 2015 рік, налічується 58,4 тис. внутрішньо переміщених осіб (переважно тутсі, внаслідок військових конфліктів 1990—2010-х років. 1,3 тис. осіб, що проживають постійно на території держави, не мають жодного громадянства.
Бурунді є членом Міжнародної організації з міграції (IOM).

## Расово-етнічний склад
| Етнічний склад (2015 рік) | Етнічний склад (2015 рік) | Етнічний склад (2015 рік) | Етнічний склад (2015 рік) | Етнічний склад (2015 рік) |
| ------------------------- | ------------------------- | ------------------------- | ------------------------- | ------------------------- |
| Етнос:                    |                           |                           | Відсоток:                 |                           |
| хуту                      | хуту                      |                           | 85%                       | 85%                       |
| тутсі                     | тутсі                     |                           | 14%                       | 14%                       |
| тва                       | тва                       |                           | 1%                        | 1%                        |
| європейці                 | європейці                 |                           | 0.1%                      | 0.1%                      |

Головні етноси країни: хуту — 85 %, тутсі — 14 %, тва — 1 %, європейці — 3 тис., вихідці з південної Азії — 2 тис..

## Мови
| Мови Бурунді (2008 рік) | Мови Бурунді (2008 рік) | Мови Бурунді (2008 рік) | Мови Бурунді (2008 рік) | Мови Бурунді (2008 рік) |
| ----------------------- | ----------------------- | ----------------------- | ----------------------- | ----------------------- |
| Мова:                   |                         |                         | Відсоток:               |                         |
| кірунді                 | кірунді                 |                         | 38.7%                   | 38.7%                   |
| французька              | французька              |                         | 0.3%                    | 0.3%                    |
| суахілі                 | суахілі                 |                         | 0.2%                    | 0.2%                    |
| англійська              | англійська              |                         | 0.1%                    | 0.1%                    |
| інші                    | інші                    |                         | 3.7%                    | 3.7%                    |

Офіційні мови: кірунді — розмовляє 38,7 % населення країни, французька — 0,3 %. Інші поширені мови: суахілі — 0,2 % (на берегах Танганьїки і навколо Бужумбури), англійська — 0,06 %, мультилінгви — 3,7 % (оцінка 2008 року).

## Релігії
| Релігії в Бурунді (2008 рік) | Релігії в Бурунді (2008 рік) | Релігії в Бурунді (2008 рік) | Релігії в Бурунді (2008 рік) | Релігії в Бурунді (2008 рік) |
| ---------------------------- | ---------------------------- | ---------------------------- | ---------------------------- | ---------------------------- |
| Віросповідання:              |                              |                              | Відсоток:                    |                              |
| католики                     | католики                     |                              | 62.1%                        | 62.1%                        |
| протестанти                  | протестанти                  |                              | 23.9%                        | 23.9%                        |
| інші                         | інші                         |                              | 21.6%                        | 21.6%                        |
| мусульмани                   | мусульмани                   |                              | 2.5%                         | 2.5%                         |
| інші                         | інші                         |                              | 3.6%                         | 3.6%                         |
| агностики                    | агностики                    |                              | 7.9%                         | 7.9%                         |

Головні релігії й вірування, які сповідує, і конфесії та церковні організації, до яких відносить себе населення країни: католицтво — 62,1 %, протестантизм — 23,9 % (адвентизм — 2,3 %, інші — 21,6 %), іслам — 2,5 %, інші — 3,6 %, не визначились — 7,9 % (станом на 2008 рік).

## Освіта
Рівень письменності 2015 року становив 85,6 % дорослого населення (віком від 15 років): 88,2 % — серед чоловіків, 83,1 % — серед жінок.
Державні витрати на освіту становлять 5,4 % ВВП країни, станом на 2013 рік (50-те місце у світі). Середня тривалість освіти становить 11 років, для хлопців — до 11 років, для дівчат — до 10 років (станом на 2013 рік).

## Охорона здоров'я
Забезпеченість лікарняними ліжками в стаціонарах — 1,9 ліжка на 1000 мешканців (станом на 2011 рік). Загальні витрати на охорону здоров'я 2014 року становили 7,5 % ВВП країни (56-те місце у світі).
Смертність немовлят до 1 року, станом на 2015 рік, становила 61,89 ‰ (20-те місце у світі); хлопчиків — 68,55 ‰, дівчаток — 55,04 ‰. Рівень материнської смертності 2015 року становив 712 випадків на 100 тис. народжень (6-те місце у світі).
Бурунді входить до складу ряду міжнародних організацій: Міжнародного руху (ICRM) і Міжнародної федерації товариств Червоного Хреста і Червоного Півмісяця (IFRCS), Дитячого фонду ООН (UNISEF), Всесвітньої організації охорони здоров'я (WHO).

### Захворювання
Потенційний рівень зараження інфекційними хворобами у країні дуже високий. Найпоширеніші інфекційні захворювання: діарея, гепатит А, черевний тиф, малярія, гарячка денге, шистосомози, сказ (станом на 2016 рік).
2014 року зареєстровано 84,7 тис. хворих на СНІД (45-те місце у світі), це 1,11 % населення в репродуктивному віці 15—49 років (43-тє місце у світі). Смертність 2014 року від цієї хвороби становила 3,9 тис. осіб (37-ме місце у світі).
Частка дорослого населення з високим індексом маси тіла 2014 року становила 2,1 % (176-те місце у світі); частка дітей віком до 5 років зі зниженою масою тіла становила 29,1 % (оцінка на 2011 рік). Ця статистика показує як власне стан харчування, так і наявну/гіпотетичну поширеність різних захворювань.

### Санітарія
Доступ до облаштованих джерел питної води 2015 року мало 91,1 % населення в містах і 73,8 % у сільській місцевості; загалом 75,9 % населення країни. Відсоток забезпеченості населення доступом до облаштованого водовідведення (каналізація, септик): в містах — 43,8 %, в сільській місцевості — 48,6 %, загалом по країні — 48 % (станом на 2015 рік). Споживання прісної води, станом на 2005 рік, дорівнює 0,29 км³ на рік, або 43,27 тонни на одного мешканця на рік: з яких 15 % припадає на побутові, 5 % — на промислові, 79 % — на сільськогосподарські потреби.

## Соціально-економічне становище
Співвідношення осіб, що в економічному плані залежать від інших, до осіб працездатного віку (15—64 роки) загалом становить 89,7 % (станом на 2015 рік): частка дітей — 85 %; частка осіб похилого віку — 4,7 %, або 21,3 потенційно працездатного на 1 пенсіонера. Загалом ці показники характеризують рівень потреби державної допомоги в секторах освіти, охорони здоров'я та пенсійного забезпечення, відповідно. За межею бідності 2002 року перебувало 68 % населення країни. Розподіл доходів домогосподарств у країні має такий вигляд: нижній дециль — 4,1 %, верхній дециль — 28 % (станом на 2006 рік).
Станом на 2013 рік, у країні 9,7 млн осіб не має доступу до електромереж; 5 % населення має доступ, у містах цей показник дорівнює 28 %, у сільській місцевості — 2 %. Рівень проникнення інтернет-технологій надзвичайно низький. Станом на липень 2015 року в країні налічувалось 523 тис. унікальних інтернет-користувачів (165-те місце у світі), що становило 4,9 % загальної кількості населення країни.

### Трудові ресурси
Загальні трудові ресурси 2015 року становили 4,95 млн осіб (84-те місце у світі). Зайнятість економічно активного населення у господарстві країни розподіляється таким чином: аграрне, лісове і рибне господарства — 93,6 %; промисловість і будівництво — 2,3 %; сфера послуг — 4,1 % (станом на 2002 рік). 433,18 тис. дітей у віці від 5 до 14 років (19 % загальної кількості) 2005 року були залучені до дитячої праці. Дані про рівень безробіття серед працездатного населення країни, станом на 2015 рік, відсутні.

## Кримінал

### Торгівля людьми
Згідно зі щорічною доповіддю про торгівлю людьми (англ. Trafficking in Persons Report) Управління з моніторингу та боротьби з торгівлею людьми Державного департаменту США, уряд Бурунді докладає значних зусиль у боротьбі з явищем примусової праці, сексуальної експлуатації, незаконною торгівлею внутрішніми органами, але не повною мірою, країна перебуває у списку спостереження другого рівня.

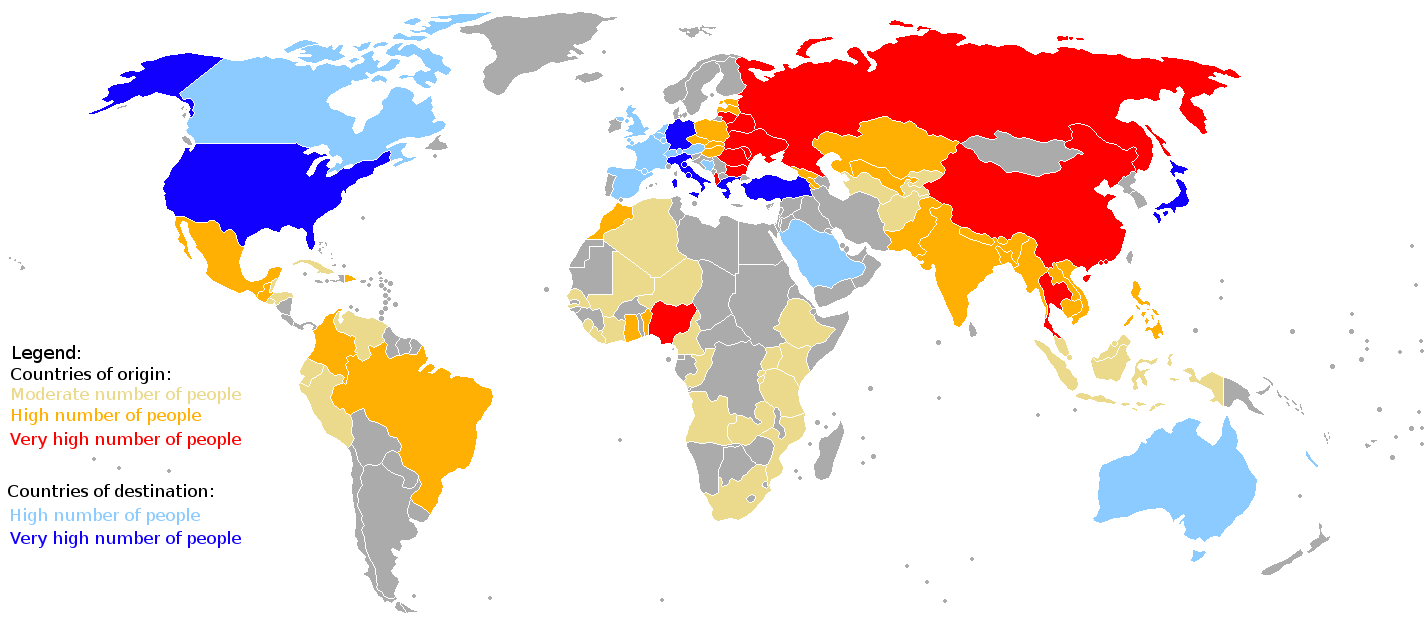
Країни-донори (червоний) і країни-реципієнти кримінальних потоків  (англ.)
Глобальна боротьба з торгівлею людьми (англ.)

## Гендерний стан
Статеве співвідношення (оцінка 2015 року):
- при народженні — 1,03 особи чоловічої статі на 1 особу жіночої;
- у віці до 14 років — 1,01 особи чоловічої статі на 1 особу жіночої;
- у віці 15—24 років — 1 особи чоловічої статі на 1 особу жіночої;
- у віці 25—54 років — 1 особи чоловічої статі на 1 особу жіночої;
- у віці 55—64 років — 0,88 особи чоловічої статі на 1 особу жіночої;
- у віці за 64 роки — 0,74 особи чоловічої статі на 1 особу жіночої;
- загалом — 0,99 особи чоловічої статі на 1 особу жіночої[1].

## Демографічні дослідження
Демографічні дослідження в країні ведуться рядом державних і наукових установ:

### Українською
- Атлас. 10—11 клас. Економічна і соціальна географія світу / упорядники :  О. Я. Скуратович, Н. І. Чанцева. — К. : ДНВП «Картографія», 2010. — ISBN 978-966-475-639-3.
- Атлас світу / голов. ред. І. С. Руденко ; зав. ред. В. В. Радченко ; відп. ред. О. В. Вакуленко. — К. : ДНВП «Картографія», 2005. — 336 с. — ISBN 9666315467.
- Безуглий В. В. Економічна і соціальна географія зарубіжних країн : Навчальний посібник. — К. : ВЦ «Академія», 2007. — 704 с. — ISBN 978-966-580-239-6.
- Безуглий В. В., Козинець С. В. Регіональна економічна і соціальна географія світу : Навчальний посібник. — видання 2-ге, доп., перероб. — К. : ВЦ «Академія», 2007. — 688 с. — ISBN 966-580-144-9.
- Головченко В. І., Кравчук О. Країнознавство: Азія, Африка, Латинська Америка, Австралія і Океанія. — К., 2006. — 335 с. — ISBN 966-8939-04-2.
- Гудзеляк І. І. Географія населення: Навчальний посібник / І. Гудзеляк. — Л. : Видавничий центр ЛНУ імені Івана Франка, 2008. — 232 с. — ISBN 978-966-613-599-8.
- Дахно І. І. Країни світу: Енциклопедичний довідник / І. І. Дахно, С. М. Тимофієв. — К. : Мапа, 2011. — 606 с. — (Бібліотека нового українця) — ISBN 978-966-8804-23-6.
- Дахно І. І. Економічна географія зарубіжних країн : навчальний посібник. — К. : Центр учбової літератури, 2014. — 319 с. — ISBN 978-611-01-0682-5.
- Джаман В. О. Регіональні системи розселення: демографічні аспекти. — Чернівці : Рута, 2003. — 392 с. — ISBN 9665685988.
- Дорошенко Л. С. Демографія: Навчальний посібник. — К. : МАУП, 2005. — 112 с. — ISBN 966-608-442-2.
- Дубович І. А. Країнознавчий словник-довідник. — 5-те вид., перероб. і доп. — К. : Знання, 2008. — 839 с. — ISBN 978-966-346-330-8.
- Економічна і соціальна географія країн світу. Навчальний посібник / За ред. Кузика С. П. — Л. : Світ, 2002. — 672 с. — ISBN 966-603-178-7.
- Загальна медична географія світу / В. О. Шевченко [та ін.] — К. : [б.в.], 1998. — 178 с.
- Книш М. М., Мамчур О. І. Регіональна економічна і соціальна географія світу (Латинська Америка та Карибські країни, Африка, Азія, Океанія) : навч. посіб. — Л. : ЛНУ ім. Івана Франка, 2013. — 368 с. — ISBN 978-617-10-0007-0.
- Крисаченко В. С. Динаміка населення: Популяційні, етнічні та глобальні виміри. — К. : Видавництво Національного інституту стратегічних досліджень, 2005. — 368 с. — ISBN 966-554-083-1.
- Любіцева О. О., Мезенцев К. В., Павлов С. В. Географія релігій. — К. : АртЕК, 1999. — 504 с. — ISBN 966-505-006-0.
- Масляк П. О. Країнознавство. — К. : Знання, 2007. — 292 с. — (Вища освіта XXI століття)
- Масляк П. О., Дахно І. І. Економічна і соціальна географія світу / П. О. Масляк, І. І. Дахно ; за ред. П. О. Масляка. — К. : Вежа, 2003. — 280 с. — ISBN 966-7091-53-8.

### Російською
- (рос.) Бурунди // Демографический энциклопедический словарь / главн. ред. Валентей Д. И. — М. : Советская энциклопедия, 1985. — 608 с.
- (рос.) Бурунди // Африка: энциклопедический справочник [в 2-х тт.] / гл. ред. А. Громыко. — М. : Советская энциклопедия, 1986. — Т. 1. — 672 с.
- (рос.) Бурунди // Страны и народы. Африка. Восточная и Южная Африка / Редкол. : М. Б. Горнунг, Г. Б. Старушенко (отв. ред.) и др. — М. : «Мысль», 1981. — 269 с. — (Страны и народы) — 180 тис. прим.
- (рос.) Атлас народов мира / Отв. ред. С. И. Брук и В. С. Апенченко. — М. : ГУГК ГГК СССР и Институт этнографии им. Н. Н. Миклухо-Маклая АН СССР, 1964. — 185 с. — 20 тис. прим.
- (рос.) Численность и расселение народов мира. Этнографические очерки / под ред. С. И. Брука. — М. : Издательство АН СССР, 1962. — 487 с.
- (рос.) Лаппо Г. М. География городов: Учебное пособие для географических факультетов вузов. — М. : Туманит, изд. центр ВЛАДОС, 1997. — 476 с. — ISBN 5-691-00047-0.
- (рос.) Ягельский А. География населения. — М. : Прогресс, 1980. — 383 с.